# おもしろ言葉ゲーム OMOJAN
『おもしろ言葉ゲーム OMOJAN』（おもしろことばゲーム オモジャン）は、フジテレビ系列で2012年4月11日から9月26日まで放送されていたバラエティ番組。

## 概要
『IPPONグランプリ』の派生番組として、深夜に放送されていた好評を博した言葉遊びゲーム『IPPONプラス』が進化を遂げ、誰でもできる「新たな言葉遊びゲーム」として生まれ変わった番組。
1998年放送の『松ごっつ』で行われた1コーナー『面雀』が当番組の原型および番組名のルーツとなっている。
レギュラー放送開始前の2012年4月4日 22:00 - 23:24に特別番組が放送。「全国大学選手権」等の派生イベントも行われた。
レギュラー最終回は「秋のOMOJAN祭り」と題して1時間の放送。今後も何らかの展開が予定されている。
2013年4月11日（木曜日）0:45 - 1:45に、『おもしろ言葉ゲーム 春のOMOJAN祭り2013 1時間スペシャル』と題して、復活特別番組第1弾が放送された。
2013年10月8日（火曜日）1:04 - 2:34に、『おもしろ言葉ゲーム 秋のOMOJAN祭り2013 〜キミなら何を出す?〜 90分スペシャル!』と題して、復活特別番組第2弾が放送された。
当番組以降、松本とさまぁ～ずの3人の共演は約7年後の『ダウンタウンなう』の「人志松本のツマミになる話」のコーナーまでなかった。

### ルール
松本・さまぁ〜ずの3人に加え、2組のゲストプレイヤーを加えた5人で行う。
ゲーム開始前には60個の「ことバー」を麻雀の洗牌の要領でシャッフルし、裏に伏せた状態からそれぞれ12個ずつを取る。ただし、ゲストチームはそれぞれ自分たちにちなんだことバー（出演する番組のタイトル名や内容など）を2個所持しているため10個を取る。
親となったプレイヤーがお題となるテーブルバーを1個提示、そのことバーの上下につけて面白くなるような手持ちバーを右隣の人から発表していき、トークなどで作った言葉の説明や世界観を補足する。
全員が提示後、3人の審査員ゲストの合議により一番面白かった「BEST OMOJAN」を決定する。基本は1人のみだが、全員で話の流れを作ったなどの理由で全員がベストになることもある。

### 大物漫画家シリーズ
番組で出来た言葉を漫画家が各自の発想でイラスト化するコーナー。一般からの作品も発表された。
- 植田まさし：手掛けた言葉は「かもしれないアナウンサー」
- 松本零士：手掛けた言葉は「熟女11年目」
- 漫☆画太郎：手掛けた言葉は「桃から生まれたおびただしい数の」
- CLAMP：手掛けた言葉は「ウルトラのお姉さん」
- しりあがり寿：手掛けた言葉は「畑のアナウンサー」、「父にもらった天狗」、「獄中で寿司」、「試験管親子」

## 出演者
- レギュラープレイヤー
  - 松本人志（ダウンタウン）
  - さまぁ〜ず（三村マサカズ・大竹一樹）
- 進行
  - 三田友梨佳（当時フジテレビアナウンサー）

## ネット局と放送時間

### パイロット版
| 放送対象地域   | 放送局                     | 系列                                         | 放送日時                          | 遅れ       |
| -------------- | -------------------------- | -------------------------------------------- | --------------------------------- | ---------- |
| 関東広域圏     | フジテレビ（CX）           | フジテレビ系列                               | 2012年4月4日 水曜日 22:00 - 23:24 | 制作局     |
| 北海道         | 北海道文化放送（uhb）      | フジテレビ系列                               | 2012年4月4日 水曜日 22:00 - 23:24 | 同時ネット |
| 岩手県         | 岩手めんこいテレビ（mit）  | フジテレビ系列                               | 2012年4月4日 水曜日 22:00 - 23:24 | 同時ネット |
| 宮城県         | 仙台放送（OX）             | フジテレビ系列                               | 2012年4月4日 水曜日 22:00 - 23:24 | 同時ネット |
| 秋田県         | 秋田テレビ（AKT）          | フジテレビ系列                               | 2012年4月4日 水曜日 22:00 - 23:24 | 同時ネット |
| 山形県         | さくらんぼテレビ（SAY）    | フジテレビ系列                               | 2012年4月4日 水曜日 22:00 - 23:24 | 同時ネット |
| 福島県         | 福島テレビ（FTV）          | フジテレビ系列                               | 2012年4月4日 水曜日 22:00 - 23:24 | 同時ネット |
| 新潟県         | 新潟総合テレビ（NST）      | フジテレビ系列                               | 2012年4月4日 水曜日 22:00 - 23:24 | 同時ネット |
| 長野県         | 長野放送（NBS）            | フジテレビ系列                               | 2012年4月4日 水曜日 22:00 - 23:24 | 同時ネット |
| 静岡県         | テレビ静岡（SUT）          | フジテレビ系列                               | 2012年4月4日 水曜日 22:00 - 23:24 | 同時ネット |
| 富山県         | 富山テレビ（BBT）          | フジテレビ系列                               | 2012年4月4日 水曜日 22:00 - 23:24 | 同時ネット |
| 石川県         | 石川テレビ（ITC）          | フジテレビ系列                               | 2012年4月4日 水曜日 22:00 - 23:24 | 同時ネット |
| 福井県         | 福井テレビ（FTB）          | フジテレビ系列                               | 2012年4月4日 水曜日 22:00 - 23:24 | 同時ネット |
| 中京広域圏     | 東海テレビ（THK）          | フジテレビ系列                               | 2012年4月4日 水曜日 22:00 - 23:24 | 同時ネット |
| 近畿広域圏     | 関西テレビ（KTV）          | フジテレビ系列                               | 2012年4月4日 水曜日 22:00 - 23:24 | 同時ネット |
| 島根県・鳥取県 | 山陰中央テレビ（TSK）      | フジテレビ系列                               | 2012年4月4日 水曜日 22:00 - 23:24 | 同時ネット |
| 岡山県・香川県 | 岡山放送（OHK）            | フジテレビ系列                               | 2012年4月4日 水曜日 22:00 - 23:24 | 同時ネット |
| 広島県         | テレビ新広島（TSS）        | フジテレビ系列                               | 2012年4月4日 水曜日 22:00 - 23:24 | 同時ネット |
| 愛媛県         | テレビ愛媛 （EBC）         | フジテレビ系列                               | 2012年4月4日 水曜日 22:00 - 23:24 | 同時ネット |
| 高知県         | 高知さんさんテレビ （KSS） | フジテレビ系列                               | 2012年4月4日 水曜日 22:00 - 23:24 | 同時ネット |
| 福岡県         | テレビ西日本（TNC）        | フジテレビ系列                               | 2012年4月4日 水曜日 22:00 - 23:24 | 同時ネット |
| 佐賀県         | サガテレビ（STS）          | フジテレビ系列                               | 2012年4月4日 水曜日 22:00 - 23:24 | 同時ネット |
| 長崎県         | テレビ長崎（KTN）          | フジテレビ系列                               | 2012年4月4日 水曜日 22:00 - 23:24 | 同時ネット |
| 熊本県         | テレビ熊本（TKU）          | フジテレビ系列                               | 2012年4月4日 水曜日 22:00 - 23:24 | 同時ネット |
| 鹿児島県       | 鹿児島テレビ（KTS）        | フジテレビ系列                               | 2012年4月4日 水曜日 22:00 - 23:24 | 同時ネット |
| 沖縄県         | 沖縄テレビ（OTV）          | フジテレビ系列                               | 2012年4月4日 水曜日 22:00 - 23:24 | 同時ネット |
| 宮崎県         | テレビ宮崎（UMK）          | フジテレビ系列 日本テレビ系列 テレビ朝日系列 | 2012年4月4日 水曜日 22:00 - 23:24 | 同時ネット |

### レギュラー版
| 放送対象地域   | 放送局             | 系列           | 放送日時                       | 放送期間                      | 遅れ       |
| -------------- | ------------------ | -------------- | ------------------------------ | ----------------------------- | ---------- |
| 関東広域圏     | フジテレビ         | フジテレビ系列 | 水曜日 0:45 - 1:10（火曜深夜） | 2012年4月11日 - 9月26日       | 制作局     |
| 宮城県         | 仙台放送           | フジテレビ系列 | 水曜日 0:45 - 1:10（火曜深夜） | 2012年4月11日 - 9月26日       | 同時ネット |
| 岡山県・香川県 | 岡山放送           | フジテレビ系列 | 水曜日 0:45 - 1:10（火曜深夜） | 2012年4月11日 - 9月26日       | 同時ネット |
| 福岡県         | テレビ西日本       | フジテレビ系列 | 火曜日 0:35 - 1:00（月曜深夜） | 2012年4月17日 - 10月2日       | 6日遅れ    |
| 広島県         | テレビ新広島       | フジテレビ系列 | 水曜日 0:45 - 1:10（火曜深夜） | 2012年4月18日 - 10月3日       | 7日遅れ    |
| 新潟県         | 新潟総合テレビ     | フジテレビ系列 | 水曜日 0:35 - 1:00（火曜深夜） | 2012年4月18日 - 10月10日      | 7日遅れ    |
| 近畿広域圏     | 関西テレビ         | フジテレビ系列 | 水曜日 1:30 - 1:58（火曜深夜） | 2012年4月18日 - 10月10日      | 7日遅れ    |
| 沖縄県         | 沖縄テレビ         | フジテレビ系列 | 水曜日 16:25 - 16:53           | 2012年4月19日 - 10月10日      | 8日遅れ    |
| 島根県・鳥取県 | 山陰中央テレビ     | フジテレビ系列 | 土曜日 2:05 - 2:30（金曜深夜） | 2012年4月21日 - 10月28日      | 10日遅れ   |
| 高知県         | 高知さんさんテレビ | フジテレビ系列 | 火曜日 0:45 - 1:10（月曜深夜） | 2012年4月24日 - 10月16日      | 13日遅れ   |
| 北海道         | 北海道文化放送     | フジテレビ系列 | 火曜日 0:50 - 1:15（月曜深夜） | 2012年4月24日 - 10月16日      | 13日遅れ   |
| 福井県         | 福井テレビ         | フジテレビ系列 | 火曜日 0:50 - 1:15（月曜深夜） | 2012年4月24日 - 10月16日      | 13日遅れ   |
| 秋田県         | 秋田テレビ         | フジテレビ系列 | 水曜日 0:35 - 1:00（火曜深夜） | 2012年4月25日 - 10月3日       | 14日遅れ   |
| 山形県         | さくらんぼテレビ   | フジテレビ系列 | 水曜日 0:35 - 1:00（火曜深夜） | 2012年4月25日 - 10月10日      | 14日遅れ   |
| 鹿児島県       | 鹿児島テレビ       | フジテレビ系列 | 水曜日 0:40 - 1:08（火曜深夜） | 2012年4月25日 - 10月10日      | 14日遅れ   |
| 佐賀県         | サガテレビ         | フジテレビ系列 | 水曜日 0:45 - 1:10（火曜深夜） | 2012年4月25日 - 10月17日      | 14日遅れ   |
| 長崎県         | テレビ長崎         | フジテレビ系列 | 水曜日 0:40 - 1:05（火曜深夜） | 2012年4月25日 - 10月24日      | 14日遅れ   |
| 福島県         | 福島テレビ         | フジテレビ系列 | 水曜日 0:40 - 1:05（火曜深夜） | 2012年4月24日 - 10月2日       | 14日遅れ   |
| 岩手県         | 岩手めんこいテレビ | フジテレビ系列 | 金曜日 0:45 - 1:10（木曜深夜） | 2012年4月27日 - 10月6日       | 16日遅れ   |
| 長野県         | 長野放送           | フジテレビ系列 | 水曜日 0:50 - 1:15（火曜深夜） | 2012年5月2日 - 10月17日       | 21日遅れ   |
| 中京広域圏     | 東海テレビ         | フジテレビ系列 | 土曜日 2:55 - 3:20（金曜深夜） | 2012年5月5日 - 10月27日       | 24日遅れ   |
| 熊本県         | テレビ熊本         | フジテレビ系列 | 火曜日 2:00 - 2:30（月曜深夜） | 2012年5月27日 - 2013年2月26日 | 67日遅れ   |

- 青森朝日放送とテレビ大分は不定期放送だった。

## スタッフ
- 構成：倉本美津留／堀由史、宮丸直子
- TD：高瀬義美
- SW：小川利行
- CAM：宮本直也
- AUD：加瀬悦史
- VE：高橋正直
- 照明：植松勇至
- 美術制作：平井秀樹
- 美術進行：内山高太郎
- デザイン：鈴木賢太
- 大道具：中村達也
- 装飾：菊地誠
- アクリル装飾：斉藤祐介
- CG：神保聡
- CGデザイン：木本禎子
- 編集：横山勇介
- MA：阿部雄太
- 音響効果：田中寿一（J-WORKS）
- TK：江野澤郁子
- メイク：TEES
- 協力：ニユーテレス、FLT、フジアール、IMAGICA、Digital spec ほか
- 編成：吉田寛生
- 広報：瀬田裕幸
- デジタルコンテンツ：近藤壮
- デスク：中村祥子
- AP：利光ともこ
- FD：渡邊優子
- ディレクター：矢崎裕明、篠崎友和、永田修一、廣井敦
- プロデューサー：織田直也（よしもとクリエイティブ・エージェンシー）、山本布美江、増谷秀行
- 演出・CP：竹内誠（2012年8月7日からチーフプロデューサー）
- 制作協力：吉本興業
- 製作著作：フジテレビ

### 過去のスタッフ
- 編成：塩原充顕
- プロデューサー：山田貢（よしもとクリエイティブ・エージェンシー）
- チーフプロデューサー：佐々木将